# Даниловград
Даниловград (чорн. Даниловград, Danilovgrad) — місто в Чорногорії, адміністративний центр муніципалітету Даниловград. Населення — 5208 (2003).